# Godzimierz (Mazovie)
Pour les articles homonymes, voir Godzimierz.
Godzimierz (prononciation : [ɡɔˈd͡ʑimjɛʂ]) est un village polonais de la gmina de Nowe Miasto nad Pilicą dans le powiat de Grójec de la voïvodie de Mazovie dans le centre-est de la Pologne.

## Histoire
De 1975 à 1998, le village appartenait administrativement à la voïvodie de Radom.